# Stenanthemum divaricatum
Stenanthemum divaricatum är en brakvedsväxtart som först beskrevs av George Bentham, och fick sitt nu gällande namn av B.L. Rye. Stenanthemum divaricatum ingår i släktet Stenanthemum och familjen brakvedsväxter. Inga underarter finns listade i Catalogue of Life.